# Wolfgang Amadeus Mozart
« Mozart » redirige ici. Pour les autres significations, voir Mozart (homonymie).
Œuvres principales
- Symphonies nos 25, 35, 39, 40 et 41
- Concertos pour piano nos 9, 20, 21, 23 et 26
- Concerto pour clarinette
- Sonates pour piano nos 8, 11 (Alla Turca) et 16
- Sérénade no 10 « Gran Partita »
- Sérénade no 13 « Une petite musique de nuit »
- Le nozze di Figaro (1786)
- Don Giovanni (1787)
- Così fan tutte (1789)
- Die Zauberflöte (1791)
- Requiem (1791)

Liste des œuvres de Mozart
Wolfgang Amadeus Mozart ou Johannes Chrysostomus Wolfgangus Theophilus Mozart né le 27 janvier 1756 à Salzbourg (principauté archiépiscopale de Salzbourg) et mort le 5 décembre 1791 à Vienne est un compositeur autrichien de la période classique. Il est considéré comme l'un des plus grands compositeurs de l'histoire. Avec Joseph Haydn et Ludwig van Beethoven, il a porté à son apogée l'école classique viennoise.
Enfant prodige et compositeur précoce, il est produit en public dès l'âge de sept ans à travers l'Europe où il subjugue les assistances avec sa sœur Maria Anna. Mort à trente-cinq ans, il laisse une œuvre considérable (893 œuvres sont répertoriées dans le catalogue Köchel).
Selon le témoignage de ses contemporains, il est, au piano comme au violon, un virtuose. Il écrit dans tous les genres musicaux de son époque et excelle dans chacun d'eux. Il est reconnu qu'il porte à un point de perfection le concerto, la symphonie et la sonate, et qu'il est l'un des plus grands maîtres de l'opéra.
Son nom est passé dans le langage courant comme synonyme de talent, sinon de génie précoce.

## Biographie

### Enfance (1756-1773)

#### L'enfant prodige

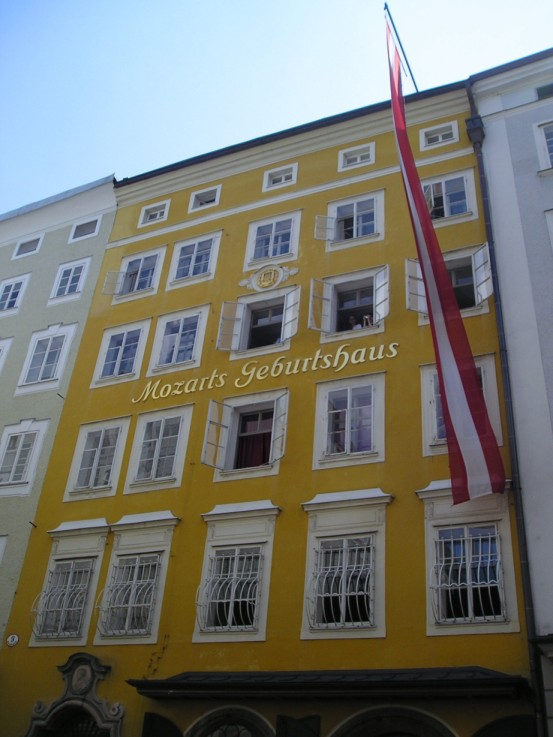
Maison natale de Mozart à Salzbourg, devenue un musée sur la vie du compositeur.

Mozart enfant, portrait peint en 1763, probablement par Pietro Antonio Lorenzoni.

Mozart naît le 27 janvier 1756 à 8 heures du soir au numéro 9 de la Getreidegasse à Salzbourg. Il est le fils de Léopold Mozart, musicien, compositeur et pédagogue originaire d'Augsbourg, ville libre d'Empire, qui occupe alors la fonction de vice-maître de chapelle à la cour du prince-archevêque de Salzbourg, et d'Anna Maria Pertl, sa femme, fille d'un fonctionnaire de la cour de Salzbourg.
Comme Trèves, Cologne ou Mayence, Salzbourg est une principauté ecclésiastique du Saint-Empire, sous l'autorité d'un prince-archevêque, et rattachée au Cercle de Bavière. Elle est alors une petite ville (10 000 habitants), sur un des itinéraires joignant l'Empire et l'Italie, et tout entière centrée avec ses familles nobles, ses bourgeois, ses petits fonctionnaires et ses artisans sur la cour du prince-archevêque.
Souabe par son père, salzbourgeois par sa mère et sa naissance, Mozart ne se dira jamais autrichien ou bavarois, mais toujours allemand.
Wolfgang est le cadet de sept enfants. Trois enfants sont morts en bas âge, avant la naissance de sa sœur aînée Maria Anna (surnommée « Nannerl », née en 1751), et deux autres sont aussi morts de maladie entre la naissance de Nannerl et la sienne.
Wolfgang est baptisé le lendemain de sa naissance dans une chapelle de la cathédrale Saint-Rupert de Salzbourg. Son acte de baptême porte les prénoms de Joannes Chrysost[omus] Wolfgangus Theophilus. Theophilus, signifiant « aimé de Dieu », a des équivalents, allemand (Gottlieb, prénom que son père lui attribue un mois après sa naissance), italien et latin (Amedeo prénom adopté lors de son voyage en Italie en décembre 1769).
Wolfgang se fera appeler généralement « Wolfgang Amadè Mozart », mais s’amuse tout au long de sa vie à déguiser et à déformer ses différents noms en de Mozartini, Gangflow (Wolfgang à l’envers), Trazom, etc.. Mais les signatures de sa correspondance ne comportent jamais le prénom Amadeus, qui ne sera employé qu'après sa mort.
Mozart est un petit garçon émotif et tendre, joignant la plus attentive docilité à une spontanéité primesautière, avide de tout apprendre (les mathématiques) et racontant des histoires avec une imagination débordante. Il s'épanouit au sein d'un foyer uni et aimant. Il joue avec sa sœur Nannerl, de peu son aînée et bonne musicienne, et reçoit l'enseignement du remarquable pédagogue qu'est son père.
Dès l'âge de trois ans, il révèle des dons prodigieux pour la musique : il a l'oreille absolue et certainement une mémoire eidétique. Ses facultés déconcertent son entourage et incitent son père à lui apprendre le clavecin dès sa cinquième année. Le jeune Mozart apprend par la suite le violon, l'orgue et la composition. Il sait déchiffrer une partition a prima vista et jouer en mesure avant même de savoir lire, écrire ou compter. À l'âge de six ans (1762), il compose déjà ses premières œuvres (menuets KV. 2, 4 et 5, allegro KV. 3 inscrits dans le Nannerl Notenbuch, « cahier de musique pour Nannerl »).
Mozart ne reçoit pas d'autre éducation que celle donnée par son père. C'est cependant moins au génie en herbe qu'au virtuose que sa famille prend garde. Léopold a envie de faire connaître cet élève hors de pair et son maître, le prince-archevêque, autorisera des tournées qui feront honneur à sa cour.

#### Le voyageur

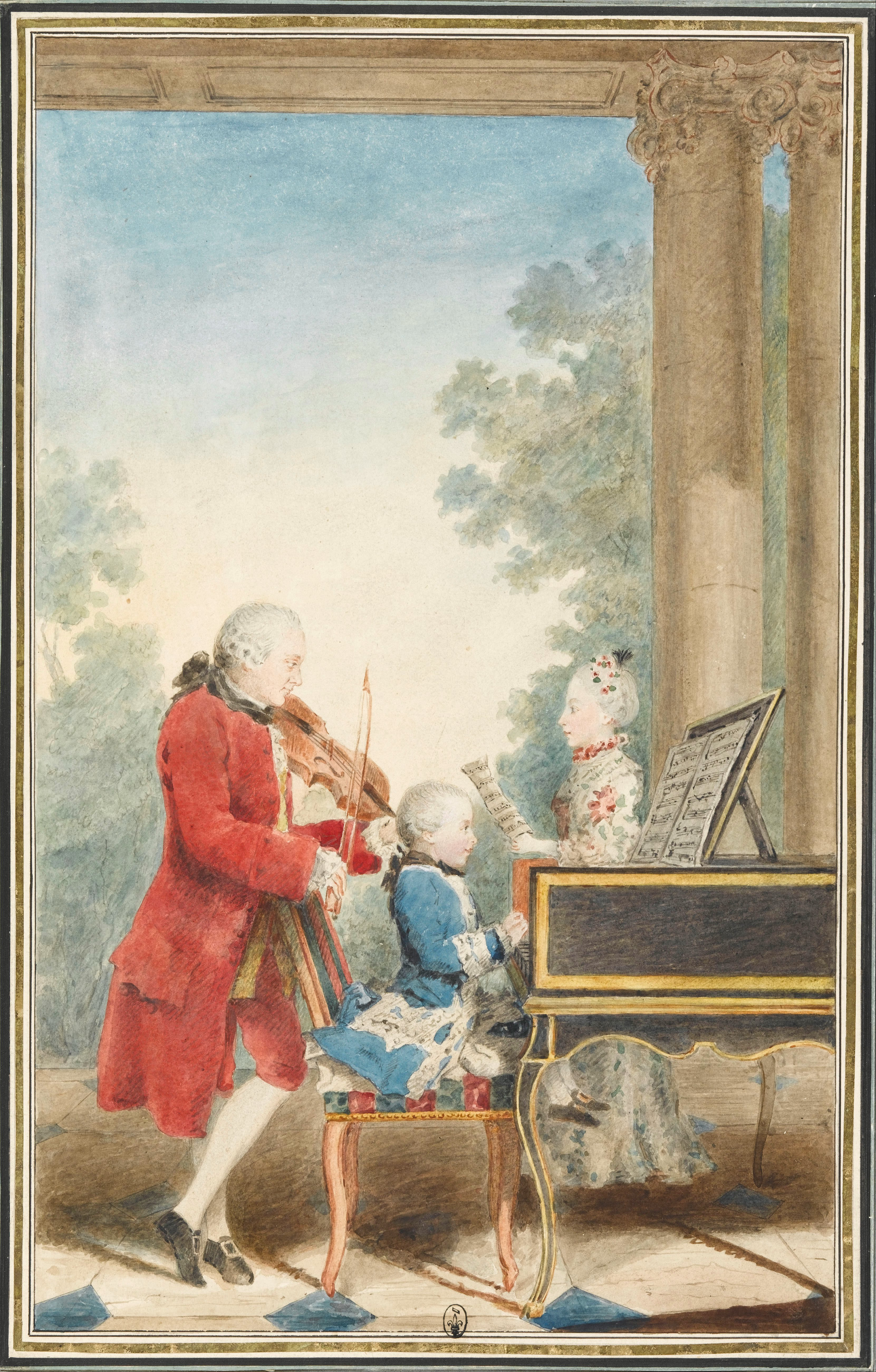
Leopold, Wolfgang au clavecin et Maria Anna (dite Nannerl) Mozart en 1764.

Entre 1762 et 1766, le jeune Mozart entreprend le Grand Tour lors d'un long périple musical avec son père, employé par le prince-archevêque Sigismond de Schrattenbach, ainsi qu'avec sa sœur aînée Maria Anna, qu'il appelle Nannerl. Ils vont d'abord à Munich, puis à Vienne, avant de s'engager, le 9 juin 1763, dans une longue tournée en Europe, qui les emmène de nouveau à Munich, puis à Augsbourg, Mannheim, Francfort, Bruxelles où il loge une nuit au château de Hasselbrouck, Paris, Versailles, Londres, La Haye, Amsterdam, Dijon, Lyon, Genève et Lausanne.
Le jeune musicien émerveille les cours et les souverains, les dilettantes et les curieux. Il est cajolé et récompensé, parfois en espèces, mais plus souvent en bagues ou en montres, difficilement monnayables. On admire la simplicité naturelle dont il fait preuve avec les princes. Pour mieux éprouver sa virtuosité, on lui fait accomplir des prouesses comme jouer sur un clavier recouvert d'un drap. À Londres, le naturaliste Daines Barrington tente de montrer que Wolfgang n'est qu'une sorte de singe savant exhibé par son père devant la noblesse européenne et qu'il s'agit d'une supercherie, mais les épreuves auxquelles il soumet l'enfant révèlent qu'il est bien un prodige.
Le jeune Mozart démontre ses qualités exceptionnelles de virtuose, non seulement au clavecin, et plus tard au pianoforte, mais aussi au violon et à l'orgue.
Jamais un apprentissage aussi riche et divers n'a été offert à un jeune musicien. Il rencontre deux musiciens qui vont le marquer définitivement : Johann Schobert à Paris et à Londres Johann Christian Bach, fils cadet de Jean-Sébastien Bach. Ce dernier lui fait découvrir le pianoforte, inventé au début du siècle, et l'opéra italien ; il lui apprend également à construire une symphonie. C'est déjà la moisson des premières œuvres : seize sonates pour violon et clavier, onze symphonies et en 1767, à l'âge de onze ans, un premier opéra, Apollo et Hyacinthus (K.38), une comédie latine destinée à être interprétée par les élèves du lycée dépendant de l'université de Salzbourg.
De retour à Salzbourg, Mozart se rend régulièrement à Vienne, et, durant l'été 1768, compose deux autres opéras : Bastien et Bastienne et La finta semplice ; il n'a alors que douze ans. L'année suivante, il a 13 ans, le prince-archevêque Schrattenbach le nomme Konzertmeister (l'équivalent de premier violon). Onze ans plus tard, il n'aura toujours pas monté en grade.

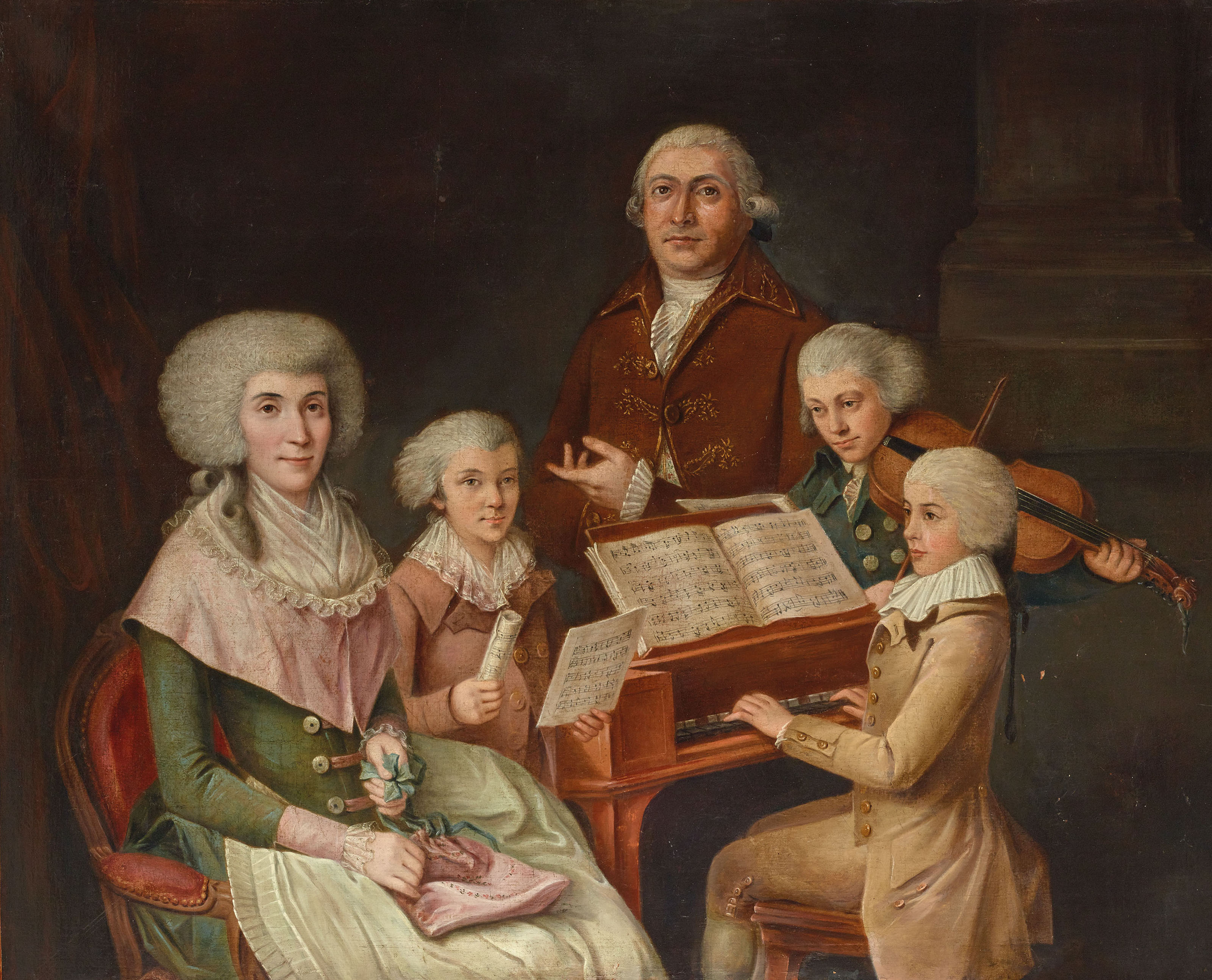
Mozart (au clavier) en 1770 avec le violoniste Thomas Linley, autre enfant prodige, détail d'une toile anonyme du XVIII (collection privée).

Son père obtient un congé sans solde, ce qui lui permet de faire découvrir l'Italie à son fils. De 1770 à 1773, il effectue trois voyages successifs en Italie : Vérone, Florence, Rome, Naples, Bologne, Venise et surtout Milan. Alors qu'il visite Rome, il entend le Miserere de Gregorio Allegri le mercredi de la Semaine Sainte, le 11 avril 1770. Après une seule audition, il aurait parfaitement retranscrit l'œuvre, morceau célèbre mais complexe, d'une durée d'un quart d'heure et alors non publié. Une autre version de l'anecdote mentionne une seconde écoute le Vendredi Saint, Mozart regardant cette fois sa transcription et y apportant quelques modifications.
Le pape Clément XIV le nomme chevalier dans l'ordre de l'Éperon d’or.
À Bologne, le père Martini, érudit illustre, l'initie au vieux style sévère et le fait recevoir à l'Académie philharmonique qui n'admet en principe que des membres âgés de plus de vingt ans. Mozart a alors quatorze ans et c'est la dernière haute distinction qu'il recevra de sa vie.
En Italie, Mozart étudie l'opéra, genre musical dans lequel il excellera, mais découvre surtout la bouffonnerie et le travestissement des masques, la concision dense et la netteté du trait, le brio d'une vivacité jamais alourdie. La musique italienne l'instruit moins qu'elle ne le révèle à lui-même en libérant son tempérament des docilités de l'enfance. Il italianise en Amadeo le dernier de ses prénoms, Gottlieb.
Les œuvres de cette période correspondent bien à cette découverte personnelle : symphonies, musiques de chambre, un premier opera seria, Mitridate (1770), une réussite formelle de virtuosité vocale, un oratorio, La Betulia liberata (1771, composé à Salzbourg entre deux voyages), un spectacle de cérémonie, Ascanio in Alba, un autre opera seria plus personnel, Lucio Silla (1772) qui ne reçoit qu'un demi-succès.

### Au service du prince-archevêque Colloredo (1773-1777)

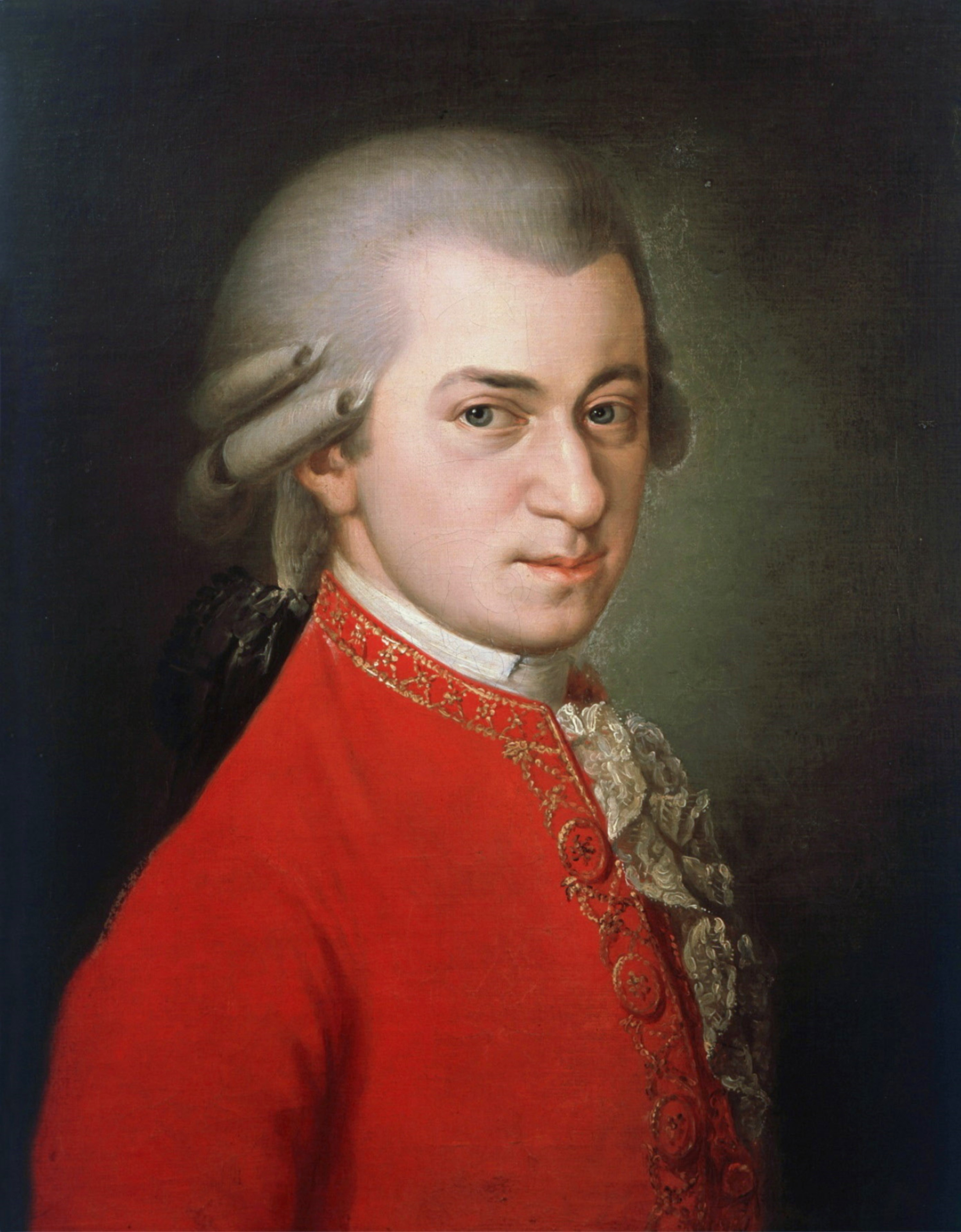
Portrait de Mozart peint par Barbara Krafft en 1819, soit 28 ans après le décès de Mozart.

Le jeune Mozart qui a parcouru l'Europe n'a plus d'autre horizon que Salzbourg. Cette perspective est rendue d'autant plus étouffante par l'avènement, le 22 juin 1772, du nouveau prince-archevêque Hieronymus von Colloredo-Mansfeld. Prince éclairé et progressiste par certains côtés, le prince-archevêque Colloredo, à la différence de son prédécesseur Schrattenbach, est entiché de musique italienne et bien décidé à mettre au pas les Mozart père et fils qu'il trouve arrogants et trop souvent absents. Son nouvel employeur lui impose la forme des pièces qu'il doit composer pour les cérémonies religieuses. À dix-sept ans, Mozart a du mal à accepter ces contraintes, et ses relations avec le prince-archevêque vont en se dégradant au cours des trois années qui suivent.
Mozart réagit à cette situation par une surabondance créatrice : son premier vrai concerto pour piano, son premier quintette à cordes, trois symphonies dont la première (K.183) des deux symphonies qu'il écrira en sol mineur, une partition pour le drame de Thamos. Cette poussée créatrice marque le début de la première maturité mozartienne. Une accentuation et une mobilité nouvelle dans l'expression des sentiments se fait jour, parfois jusqu'au tragique le plus brutal. Avec un dramatisme aigu et un art personnel pour combiner rythmes et mélodies, l'art du jeune Mozart ne ressemble déjà plus à aucun autre.
C'est à cette époque qu'il fait la connaissance, à Vienne, de son illustre aîné Joseph Haydn, avec qui il entretiendra tout au long de sa vie une correspondance et une amitié teintée d'admiration, réciproque. Mozart lui donnera le surnom affectueux de « papa Haydn », resté aujourd'hui encore vivace. Joseph Haydn à Léopold Mozart qui le rapporte :

« Je vous le dis devant Dieu, en honnête homme, votre fils est le plus grand compositeur que je connaisse, en personne ou de nom, il a du goût, et en outre la plus grande science de la composition. »

Wolfgang Amadeus Mozart à propos de Joseph Haydn :

« Lui seul a le secret de me faire rire et de me toucher au plus profond de mon âme. »

Dès 1776, Mozart souhaite quitter Salzbourg. Après une année de préparatifs, il envoie le 1er août 1777 sa démission à l'archevêque Colloredo qui, au lieu de l'accepter, le renvoie purement et simplement de son poste de Konzertmeister pour cause d'absences trop fréquentes. Mozart ne semble pas apprécier la gravité de sa situation : partout où il sollicitera un poste, on éconduira ce jeune musicien sans recommandation qui a été mis à la porte par son maître.

### En quête d'une situation (1777-1779)
De septembre 1777 à janvier 1779, Mozart visite Munich, Augsbourg, Mannheim et Paris en quête d'une situation. Sa mère accompagne ce jeune homme de vingt-et-un ans qui se rend d'abord à Munich, où il n'obtient pas de poste, puis à Augsbourg et enfin passe six mois à la cour du prince-électeur du Palatinat, à Mannheim, où il se lie d'amitié avec de nombreux musiciens au premier rang desquels Christian Cannabich, dont il dira dans une lettre du 9 juillet 1778 qu'il était le meilleur chef d'orchestre qu'il ait jamais connu. Il fait également la rencontre de l'intellectuel Otto von Gemmingen qu'il retrouvera plus tard dans la franc-maçonnerie viennoise. Toutefois, ses démarches pour obtenir un poste restent là encore infructueuses.
C'est également à Mannheim qu'il tombe éperdument amoureux de la cantatrice Aloysia Weber, ce qui suscite la colère de son père, qui lui demande de ne pas oublier sa carrière. Couvert de dettes, Mozart comprend qu'il doit reprendre ses démarches pour trouver un poste et part pour Paris au mois de mars 1778.

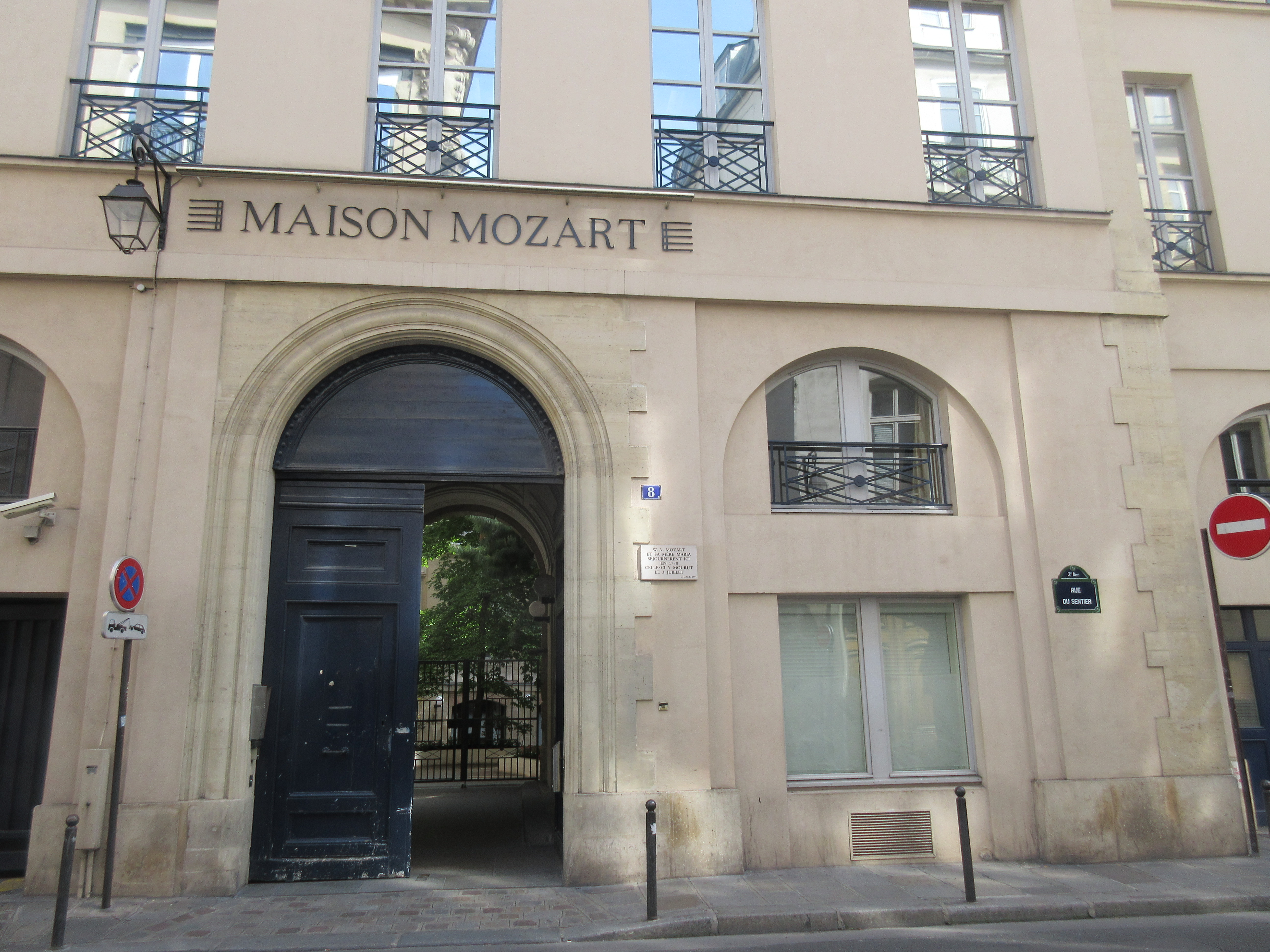
Maison où résida Mozart à Paris (8 rue du Sentier)

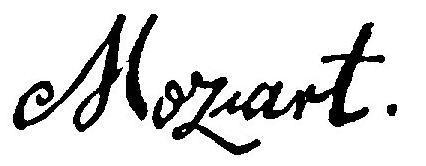
Signature de Wolfgang Amadeus Mozart au bas de l'acte de sépulture de sa mère Anna Marie Pertl le 3 juillet 1778 dans le registre paroissial de l'église Saint-Eustache à Paris.

À Paris, Mozart espère trouver de l'aide auprès de Friedrich Melchior Grimm, qui s'était occupé de sa tournée lorsqu'il avait sept ans, mais sans succès ; l'homme de lettres lui reprochant « un manque de savoir-faire pour se mettre en valeur ». Grimm met fin, déçu, au séjour de son jeune protégé. Mozart ne trouve pas non plus de poste qui lui convienne, et a même du mal à se faire payer ses leçons d'un noble qui le traite avec condescendance ; comportement des nobles en général qui marquera Mozart.
Lors de ce séjour à Paris, sa mère Anna Maria tombe malade et meurt le 3 juillet 1778 rue du Gros-Chenet (actuellement au 8 rue du Sentier, où se trouve une plaque commémorative). Elle est inhumée à Paris après une messe à l'église Saint-Eustache, en présence de son fils qui signe le registre paroissial de cette église.
Impatient de voler de ses propres ailes, Mozart marque une grande fierté devant les courtisans de Munich, les bourgeois d'Augsbourg et la haute société parisienne qu'il juge de son juste orgueil de musicien conscient de son génie. Après sa première rencontre avec le fameux orchestre de Mannheim, il écrit :

« Ceux qui ne savaient rien de moi m'ont regardé d'une façon totalement risible. Ils s'imaginent donc, parce je suis petit et jeune, qu'il ne peut rien exister en moi de grand et de mûr ? Eh bien, ils vont s'en rendre compte bientôt ! »

S'il a été un échec professionnel, ce voyage a grandement contribué à la maturation artistique et humaine du jeune Mozart.

### De retour au service du prince-archevêque Colloredo (1779-1781)
Après Paris, Mozart rentre à Salzbourg sur les instances très vives de son père. Léopold Mozart a réussi à convaincre le prince-archevêque de le reprendre à son service. Mozart prévient cependant son père de son état d'esprit :

« Je vous jure sur mon honneur que je ne peux souffrir ni Salzbourg ni ses habitants - leur langage, leurs manières de vivre me sont insupportables. »

Sur le trajet de son retour, il passe par Munich, où vit la famille Weber et où il apprend qu'Aloysia aime un autre homme. Après cette suite de déconvenues professionnelles et sentimentales, il arrive la mort dans l'âme à Salzbourg le 19 janvier 1779 et doit rentrer dans le rang. Le prince-archevêque Colloredo a daigné le reprendre à son service pour 450 florins par an. À son ancien poste de Konzertmeister, le contrat ajoute la fonction d'organiste à l'église, à la chapelle et à la cour, la formation des enfants de chœur et la composition de toute musique religieuse ou profane demandée par le prince.
Dans ce climat de claustration, sa production musicale devient plus rare et se condense dans quelques œuvres maîtresses : la messe du Couronnement, trois symphonies, la sérénade Cor de Postillon et la symphonie concertante pour violon et alto.

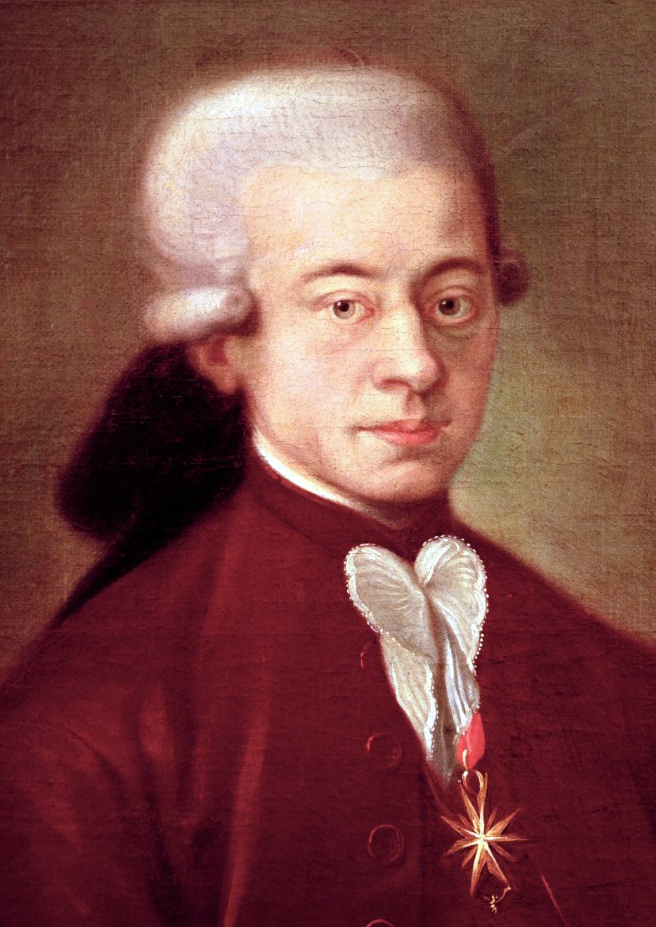
Portrait appelé le Mozart de Bologne, peint en 1777 à Salzbourg par un inconnu, pour le père Martini, qui l'avait commandé pour sa galerie de portraits de compositeurs. Léopold Mozart écrira à propos du portrait, dans une lettre adressée au père Martini, datée du 22 décembre 1777 : C'est une œuvre d'art de valeur médiocre, mais je peux vous assurer que du point de vue de la ressemblance, elle est parfaite.

En novembre 1780, le prince-archevêque ne peut refuser à son domestique la commande d'un opéra par l'électeur de Bavière pour le prochain carnaval. Mozart se rend à Munich, comme son contrat l'y autorise, pour quatre mois de travail intense. La création, le 29 janvier 1781, de Idomeneo, re di Creta (Idoménée, roi de Crète), un opera seria dans la tradition de Gluck, est accueillie très favorablement par le public.
Cependant, Mozart doit rejoindre son employeur à Vienne où le prince-archevêque a été appelé pour faire sa cour au nouvel empereur Joseph II après la mort de Marie-Thérèse. Le 16 mars 1781, Mozart arrive de Munich à Vienne où il est traité plus que jamais en laquais, placé à table entre les valets de chambre et les cuisiniers, alors qu'il vient de connaître le succès à Munich. Fier de son orchestre, Colloredo a formellement interdit à tous ses musiciens de se produire à Vienne pour leur propre compte, et il n’entend utiliser Mozart que pour les réceptions qu’il donne dans la ville impériale. Fin mars, après un premier refus, il autorise cependant Mozart à donner un concert au profit de la Caisse des veuves et orphelins des musiciens viennois, sous la pression du Kappelmeister de cette institution et grâce à l’influence de quelques membres de la noblesse locale. Le concert a lieu le 4 avril. Dès le lendemain, Colloredo demande à Mozart de quitter Vienne pour regagner Salzbourg, faute de quoi il ne lui versera plus aucun traitement. Mozart essaie de temporiser, mais le 9 mai éclate une vive altercation qui voit le prince-archevêque traiter publiquement Mozart de débauché, de gueux et de crétin avant de le congédier. Sous le coup de l'émotion, Mozart écrit le jour même à son père : « Je ne veux plus rien savoir de Salzbourg, je hais l'archevêque jusqu'à la frénésie. »
La démission écrite de Mozart ne parviendra jamais à Colloredo, pas plus que celui-ci ne congédiera officiellement Mozart. Ce qui marque la séparation définitive, ce sera le célèbre coup de pied que Mozart recevra, le 2 juin à la maison de l'Ordre teutonique à Vienne, de la part d'un intendant de la cour, le comte d’Arco.
Mozart décide alors de s'installer à Vienne. Il y passera les dix dernières années de sa vie comme compositeur indépendant.

### Vienne (1781-1791)

#### L'indépendance
Désormais débarrassé de l'autorité de son employeur mais aussi de la tutelle de son père, Mozart a gagné sa liberté. Mais il doit se faire connaître à Vienne et gagner sa vie au jour le jour en donnant des concerts, des leçons, en publiant des partitions et en composant.
Le 24 décembre 1781, à l'invitation de l'empereur Joseph II, il participe devant la cour à une joute musicale au pianoforte contre Muzio Clementi, célèbre virtuose du clavier, tout juste arrivé à Vienne. Mozart a la préférence de l'empereur, Clementi celle de la grande-duchesse Marie-Louise. Les deux pianistes improvisent sur des thèmes imposés, déchiffrent à vue une partition autographe de Paisiello et jouent des morceaux de leur composition. Mozart interprète des variations sur le thème de Ah vous dirais-je maman !. L'empereur déclare la joute nulle et remet cinquante ducats à chacun. Le pianiste Ludwig Berger se souviendra de Clementi lui disant en 1806 de Mozart : « Jamais jusqu'alors je n'avais entendu quelqu'un jouer avec autant d'esprit et de grâce. J'ai été particulièrement impressionné par un adagio et par plusieurs de ses variations extempore, dont l'empereur avait choisi le thème, et que nous devions concevoir alternativement. »
En 1782, Joseph II commande un opéra à Mozart. Ce sera Die Entführung aus dem Serail (L'Enlèvement au sérail), en langue allemande, qui incitera Gluck, compositeur et directeur des concerts publics à Vienne, à féliciter Mozart et sera l'opéra de Mozart le plus joué à Vienne. Joseph II est enchanté, voilà l'opéra allemand dont il rêve.
Mozart a fait la connaissance de la troisième fille de madame Weber, Constance, et décide de l'épouser, sans attendre le consentement écrit de son père qui en sera furieux. Le mariage est célébré à Vienne le 4 août 1782 à la cathédrale Saint-Étienne.
Peu après, le baron van Swieten, directeur de la bibliothèque impériale, lui fait découvrir deux compositeurs qui sont alors tombés dans l'oubli : Bach et Haendel. Mozart, homme de théâtre, tout comme Haendel, admire les effets musicaux créés par ce dernier pour accentuer le caractère dramatique de ses œuvres. Il est en outre fasciné par l'art du contrepoint de Bach, qui influence directement sa Grande messe en ut mineur KV. 427, et nombre de ses œuvres par la suite. La même année, il commence une série de six quatuors dédiés à son ami Joseph Haydn, qui se terminera en 1785.
Pétri des idées des Lumières, Mozart entre le 14 décembre 1784 en franc-maçonnerie dans la loge Zur Wohltätigkeit (la Bienfaisance), et accède au grade de maître, le 13 janvier 1785. Très épris des idéaux de la maçonnerie qui diffusent cette philosophie des Lumières, il écrit par la suite une douzaine d'œuvres pour ses frères maçons, dont Die Maurerfreude (La Joie des maçons, K. 471) en février 1785, la Maurerische Trauermusik (Musique funèbre maçonnique, K. 477) en novembre 1785, et surtout, en 1791, La Flûte enchantée (dit « opéra maçonnique ») KV. 620, qui serait une transcription de l'initiation à la franc-maçonnerie avec ses épreuves, son maître de cérémonie, la répétition de thèmes avec trois notes et une musique évoquant l'idéal maçonnique.
En 1786, Mozart fait la connaissance du librettiste Lorenzo da Ponte, « poète impérial » à Vienne avec un rang directorial comparable à celui de Salieri directeur musical du Théâtre d'opéra impérial et kappelmeister. Da Ponte, alors bien en cour, contrairement à Mozart, convainc l'empereur d'autoriser la création d'un opéra basé sur Le Mariage de Figaro, de Beaumarchais, alors qu'il avait fait auparavant interdire la pièce, jugée subversive. Mozart met en musique le livret de Lorenzo da Ponte, et la première de Le nozze di Figaro (Les Noces de Figaro) a lieu le 1er mai 1786 à Vienne. Son succès n'empêche pas son retrait rapide de l'affiche, l’œuvre mécontentant la noblesse viennoise. Mozart part alors à Prague, où Le nozze connaît un grand succès. En hommage à cette ville, il compose la Symphonie no 38 en ré majeur.
Il reçoit alors du directeur du théâtre de Prague, ville qui lui a fait fête, la commande d'un opéra pour la saison suivante. Mozart fait à nouveau appel à Lorenzo da Ponte librettiste à succès, pour créer le livret de Don Giovanni. Il s'inspire d'un opéra buffa italien de Gazzaniga produit à Venise sur un livret de Bertati quelques mois auparavant. Le 28 mai 1787, son père, Léopold, meurt. Il avait rompu avec lui. Ce décès bouleverse Mozart, et va influencer la composition de son opéra alors en chantier. Don Giovanni est créé au théâtre des États de Prague le 28 octobre 1787 avec un grand succès, mais qui ne se confirmera cependant pas à Vienne. Mozart note Don Giovanni comme un opéra buffa, sans doute en raison du genre d'opéra, dans son catalogue, mais cet opéra sera publié et produit comme dramma giocoso, mêlant le comique et le tragique.
Le 7 décembre 1787, Joseph II, satisfait de Mozart, le nomme musicien de la chambre impériale et royale avec un traitement confortable de 800 florins par an. Il le charge de la musique de danse. Mozart tentera en vain d'obtenir le poste de Konzertmeister impérial, la fonction occupée par Gluck. À ce traitement, Mozart ajoute ses cours privés donnés à la noblesse ou à la bourgeoisie de Vienne, le fruit des concerts par souscription, qu'il organise et qu'il dirige et des gratifications pour chacun de ses opéras. Des opéras qui ne connaissent pas un grand succès selon Robbins Landon, la Cour et le public préférant l'opéra napolitain de Paisiello et Martin y Soler notamment, bien qu'il s'inspire de ce style dans la trilogie, mais à sa manière. C'est cette manière qui à cette époque ravit les amateurs. Même Goethe qui admire Mozart, lui préfère Cimarosa.
Après la mort de son protecteur, l'empereur Joseph II, Léopold II lui succède. Ce dernier ne semble pas apprécier Mozart, qui perd sa situation, puis les faveurs de la noblesse, sans doute à cause du procès pour dettes intenté par le prince Lichnowsky à l'issue d'un voyage effectué en commun.
Mozart visita trois fois la ville de Mayence jusqu'en 1790.

#### Du succès aux difficultés financières
Dans les premiers temps de son installation à Vienne, tout semble favorable à Mozart. Il est reçu de façon très bienveillante par un certain nombre de mécènes nobles et par le public bourgeois des amateurs de musique. Dans les palais et les concerts publics qu'il organise à son bénéfice, il joue ses concertos, improvise au clavier et fait entendre ses symphonies. Un seul de ses concerts peut lui rapporter de 500 à 1500 florins. Il donne des leçons de piano et de composition, et reçoit chaque jour trois ou quatre élèves fortunés qui peuvent chacun lui rapporter 400 à 500 florins par an. Il vend à des éditeurs des sonates, de la musique de chambre, des quatuors. Il reçoit des gratifications pour les dédicaces de ses œuvres à des mécènes et la somme forfaitaire de 500 florins pour chaque nouvel opéra dont il peut exploiter le succès en réalisant des arrangements de certains airs pour divers instruments.
Jusqu'en 1785, il bénéficie d'une situation financière assez florissante avec des revenus annuels estimés, selon les années, entre 2000 et 6000 florins. À partir de 1786, il ne parvient pas à maintenir ses succès de pianiste à la mode et la composition d'opéras ne parvient pas à compenser ce manque à gagner. Probablement joueur, isolé en raison de son caractère difficile, « demeuré enfant » selon sa sœur Nannerl, Mozart est lourdement endetté. Le 9 novembre 1791, peu avant sa mort, il est condamné par le tribunal de Basse-Autriche (Landrechte) à rembourser 1435 florins avec mise sous séquestre de ses biens, au prince Karl von Lichnowsky qui lui a intenté un procès pour dettes à l'issue d'un voyage effectué en commun à Berlin en 1789. Le tribunal ordonne à la chambre de la cour impériale, employeur de Mozart, de saisir la moitié du traitement annuel de 800 florins qui lui avait été accordé en 1787.

#### Maladie et fin prématurée

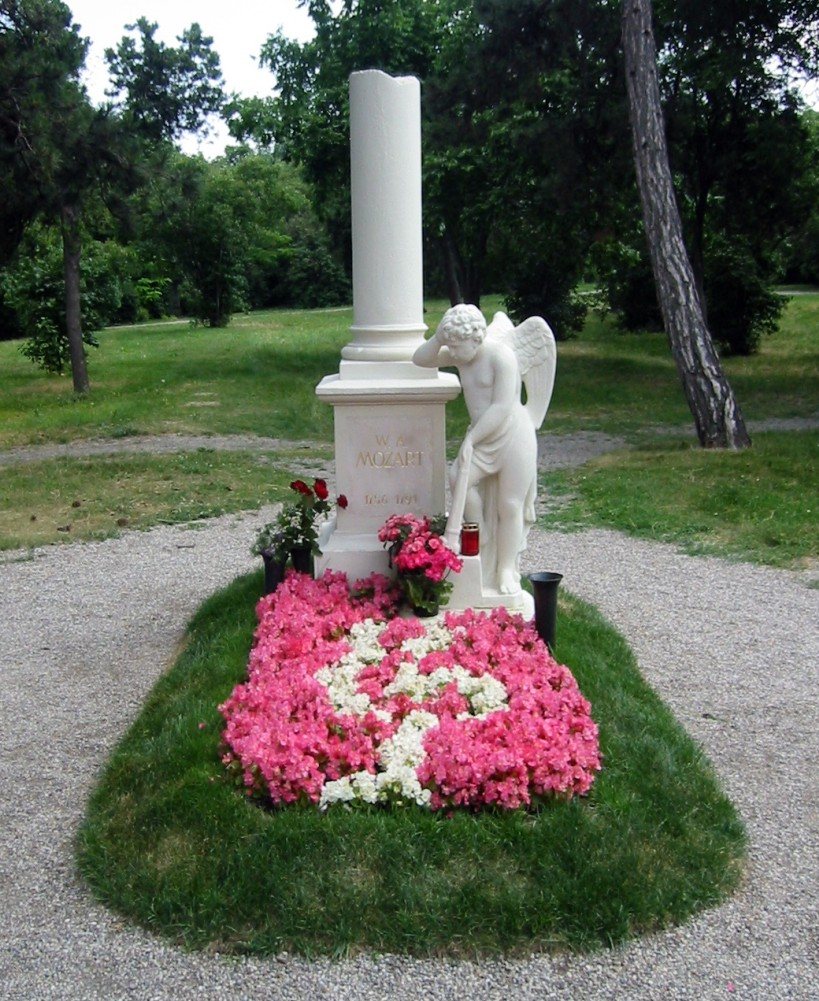
Cénotaphe non officiel de Mozart dans le cimetière St Marx à Vienne : la stèle est une colonne brisée symbolisant la mort, une statue d'ange éploré s'appuyant à son socle. Ce cénotaphe se trouve dans le cimetière dans lequel Mozart fut inhumé ce 6 décembre 1791 à l'emplacement supposé de la fosse commune.

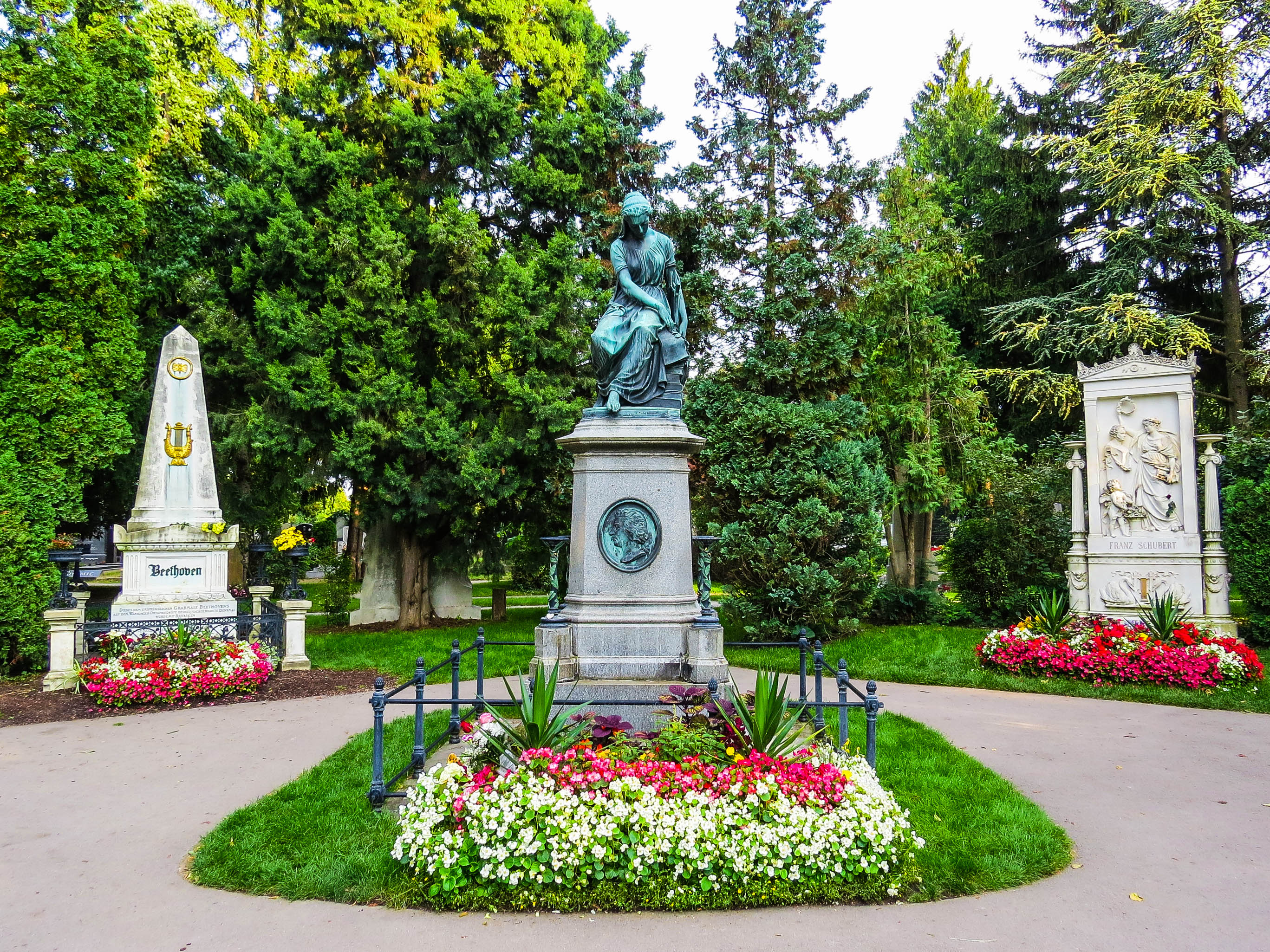
Cénotaphe officiel de Mozart dans le cimetière central de Vienne : une statue en bronze représente la muse de la musique. Cette stèle était à l'origine dans le cimetière St Marx (véritable lieu de sépulture de Mozart), elle fut mise ici dans le carré des musiciens au centre entourée des vraies sépultures des autres génies viennois : Beethoven, Schubert, Brahms, Gluck, Johann Strauss II…

Durant les dernières années de sa vie, Mozart est souvent malade et chroniquement endetté. Il compose beaucoup : sonates, concertos, symphonies, opéras (dont Così fan tutte, sa dernière collaboration avec Lorenzo da Ponte). L'année 1790, qui voit le décès de l'empereur Joseph II (son successeur Léopold II n'est pas favorable aux francs-maçons) et le départ de Joseph Haydn pour Londres, est peu productive.
En 1791, Emanuel Schikaneder, franc-maçon comme lui, mais d'une autre loge, directeur d'un petit théâtre populaire de la banlieue de Vienne, le Freihaustheater auf der Wieden, sollicite sa participation à un opéra populaire en allemand. Il en écrit le livret, et Mozart écrit la musique de son avant-dernier opéra, Die Zauberflöte (La Flûte enchantée).
Sa création le 30 septembre 1791, dans le théâtre privé de Schikaneder, est un triomphe. Ce dernier a prévu de mettre en scène plusieurs opéras populaires de langue allemande inspirés de Lulu, ou La Flûte enchantée et les Garçons judicieux, tirés du recueil de contes intitulé Dschinnistan, de Wieland et Johann August Liebeskind (1786-1789). Le livret de La Flûte enchantée (Die Zauberflöte) représente un opéra féérique, mi-chanté, mi-parlé. D'après des recherches récentes, les airs de l'opéra émaneraient de compositeurs divers collaborant avec Schikaneder et pas seulement de Mozart, mais toute la musique aurait été attribuée à ce dernier. Il s'agirait donc d'une production collective qui se serait poursuivie dans un autre opéra féérique Der Stein der Wiese. La Flûte enchantée passe pour avoir créé un « style d'opéra allemand complètement formé fondé sur l'étrange mélange et d'humour vernaculaire qui caractérise le texte ».
En juillet, un inconnu lui aurait commandé un Requiem (KV. 626), qui devait rester anonyme. On sait aujourd'hui qu'il était commandité par le comte Franz von Walsegg, et on suppose que celui-ci souhaitait soit faire deviner à ses amis le nom de l'auteur, soit s'en attribuer la paternité. On a retrouvé le contrat entre le comte et Mozart selon le Dictionnaire Dermoncourt.
Mozart, affaibli par la maladie et les privations, doit, en outre, faire face à une surcharge de travail, car il a reçu (début août) la commande d'un opéra (La Clemenza di Tito, KV. 621) pour le couronnement du roi de Bohême Léopold II, qu'il doit composer en trois semaines. L'opéra est mal accueilli, l'impératrice qualifie l’œuvre « porcheria tedesca » ("saleté allemande") et de « musique très mauvaise » ; quant à la cour, elle lui est hostile dès le départ (elle avait « une aversion fortement préconçue pour la composition de Mozart ») et n'aimait que l'opéra italien.

#### Mort
Mozart meurt le 5 décembre 1791, cinq minutes avant une heure du matin, à l'âge de trente-cinq ans, sans avoir pu achever ce Requiem (qui sera terminé à la demande de Constance par trois de ses élèves, Franz Xavier Süssmayer, Joseph Eybler, Freystadler et probablement l'abbé Stadler d'après Robbins Landon). Les raisons de sa mort restent inconnues. Il était alors fiévreux, le corps gonflé et alité.
L'état de santé de Mozart au cours de sa vie et au moment de sa mort ont fait l'objet de nombreuses publications et près de cent quarante causes possibles ont ainsi été citées par Lucien Karhausen, chercheur et psychiatre germanique : grippe, hémorragie cérébrale, trichinose, obésité, syndrome maniaco-dépressif, fièvre rhumatismale aiguë par streptocoque, empoisonnement au mercure par Salieri jaloux (hypothèse peu vraisemblable), par les francs-maçons furieux de voir leurs rites révélés dans La Flûte enchantée (hypothèse peu crédible car la Franc-maçonnerie éditait une gazette librement distribuée et n'était pas secrète à Vienne), ou par prise de la « liqueur de Van Swieten », hypothèse également peu vraisemblable et très peu évoquée qui met en cause Van Swieten père, médecin et ami de l'empereur François Ier d'Autriche. Pour Robbins Landon, les deux hypothèses vraisemblables sont que Mozart est mort « d'une fièvre rhumatismale ou selon un autre diagnostic d'une insuffisance rénale ».
La légende, reprise dans le film Amadeus de Miloš Forman (film inspiré du célèbre ouvrage sur Mozart de Hildesheimer) qui veut que Mozart ait composé ce Requiem en prémonition de sa mort prochaine relève plus de l'imagerie romantique que de la réalité.

#### Obsèques
Mozart reçoit un enterrement de troisième classe, usuel pour la bourgeoisie moyenne à cette époque. Sa femme Constance laisse Gottfried van Swieten, ami et mécène du compositeur, organiser les funérailles : le service funèbre se déroule, sans messe ni musique, dans la chapelle du Crucifix, une chapelle latérale de la cathédrale Saint-Étienne de Vienne. Le 6 décembre 1791, le corbillard conduit la dépouille à la tombée de la nuit au cimetière Saint Marx, dans la banlieue de Vienne, dans un des seize caveaux d'un « tombeau communautaire simple », conformément aux règles d'inhumation viennoises, dit un seul auteur. Il fut en fait enterré, de l'avis général des ouvrages de référence, dans une fosse commune ordinaire ; une fosse pouvant contenir seize corps avec des couches de terre par rangées de quatre selon le Dictionnaire Mozart, au tarif le moins cher, 8 florins et 36 kreutzers, comme la majorité des classes moyennes. Être enterré dans une fosse commune anonyme n'avait rien d'inhabituel. L'Empereur avait imposé une loi en ce sens, pour éviter que les Viennois ne se rendent aux cimetières pour rendre hommage à leurs morts et ramènent en ville des maladies.
Mozart n'eut pas de croix, ce qui a choqué à l'époque les admirateurs du compositeur. Une légende non fondée veut que Joseph Rothmayer, un des fossoyeurs, note l'emplacement du corps en entourant le linceul d’un fil de fer et, lors du remembrement du cimetière en 1801, récupère le crâne supposé de Mozart pour le confier à un anatomiste viennois, qui en fera don au Mozarteum de Salzbourg et sera l'objet d'études anatomo-pathologiques. Des analyses ADN récentes n'ont pas pu authentifier le crâne comme étant celui de Mozart. Si ni la famille ni les amis — sauf Salieri, Süssmayer, Deiber et van Swieten franc-maçon comme Mozart, cinq personnes en tout — n'accompagnent le cercueil à son inhumation, cela pourrait être en raison d'un décret impérial qui interdisait aux convois funèbres l'accès aux faubourgs en raison d'épidémies, dont le choléra. Il est établi que devant l'inaction de la veuve de Mozart, plusieurs personnes ont ensuite cherché à retrouver ses restes dans le cimetière, en vain, les fosses communes étant régulièrement remaniées pour accueillir de nouveaux corps.
Il faut ajouter pour mieux comprendre la situation de la fin de vie de Mozart qu'il ne connut pas le grand succès de son vivant. Joseph II appréciait Mozart, mais toutefois préférait, comme le public, les Italiens. À la différence de Mozart, Gluck bénéficia en 1787 d'obsèques solennelles et d'un enterrement dans une belle tombe avec une pierre distinctive à son nom, le tout Vienne musical étant présent. À Salzbourg, Léopold Mozart, père de Wolfgang, et Michael Haydn, frère du grand Haydn et ami de Mozart, ont bénéficié d'obsèques plus relevées avec tombe individuelle et cortège officiel. On peut donc s'interroger sur la personnalité de Mozart et son probable rejet par l'aristocratie comme le fait le musicologue Robbins Landon au XXe siècle. D'autres musiciens que lui ont eu droit en effet à un traitement différent pour leurs obsèques, y compris avant 1791. Robbins Landon a recherché les raisons pour lesquelles Mozart n'avait pas été accepté par la société de Vienne, voire rejeté ; peut-être, dit-il, parce qu'il affichait ostensiblement son appartenance aux loges, alors qu'après 1789, le point de vue de l'aristocratie change à cet égard.

#### Postérité
Un service commémoratif a lieu à Prague le 14 décembre, cette fois devant des milliers de personnes. Emanuel Schikaneder en organise un préalablement le 10 décembre 1791 à Vienne, au cours duquel le début du Requiem (Introït et Kyrie) pourrait avoir été chanté, la partie composée par Mozart lui-même.
En son honneur est érigé un cénotaphe conçu en 1859 par le sculpteur Hanns Gasser : une statue en bronze représente la muse de la musique assise sur un socle de granit. Elle porte dans sa main droite une partition du Requiem et dans sa main gauche, reposant sur une pile d'œuvres de Mozart, une couronne de laurier. Le monument est vandalisé à plusieurs reprises (1868, 1879) et à la suite de la fermeture du cimetière Sankt Marx en 1874, il est transféré en 1891 (l'année du centenaire de la mort du compositeur) dans le cimetière central de Vienne pour faire partie du « carré » des sépultures de grands musiciens comme Beethoven ou Johann Strauss. Le groupement, actuellement à Sankt Marx, constitué d'un « génie rêveur » appuyé à une colonne tronquée, est rajouté à la fin du XIXe siècle par Alexander Kugler, gardien de cimetière et admirateur du compositeur. Il entreprend de manière non officielle de refaire connaître ce lieu abandonné, à partir de sculptures récupérées sur des tombes voisines à l'abandon. Endommagé à la fin de la Seconde Guerre mondiale, le monument funéraire de Sankt Marx est restauré en 1950 par le sculpteur Florian Josephu-Drouot.

## Famille

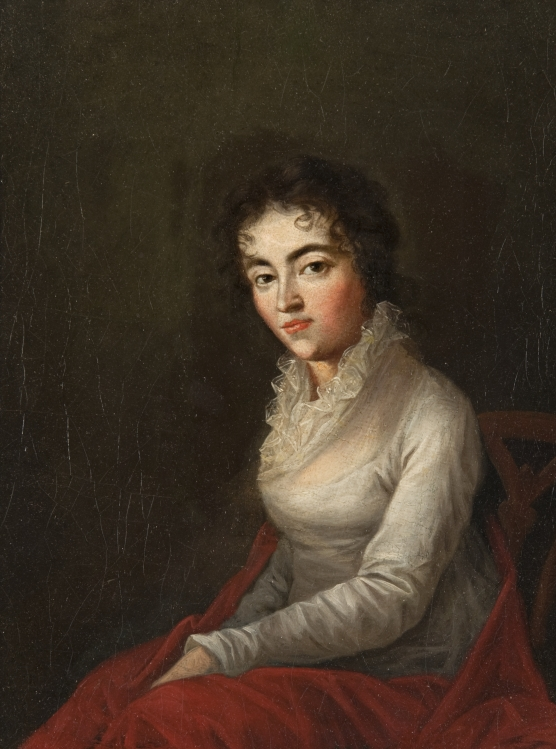
Constance Mozart,
portrait de Joseph Lange.

Mozart épousa Constance Weber (1763-1842) le 4 août 1782. Ils eurent six enfants en près de neuf ans :
- Raimund Leopold Mozart (17 juin 1783 - 19 août 1783) ;
- Karl Thomas Mozart (21 septembre 1784 - 31 octobre 1858) ;
- Johann Thomas Leopold Mozart (18 octobre 1786 - 15 novembre 1786) ;
- Theresia Maria Anna Mozart (27 décembre 1787 - 29 juin 1788) ;
- Anna Maria Mozart (mort-née le 16 novembre 1789) ;
- Franz Xaver Wolfgang Mozart (26 juillet 1791 - 29 juillet 1844).

Seuls deux de ses six enfants, Karl Thomas et Franz Xaver Wolfgang, survécurent au-delà la petite enfance.

## Physique

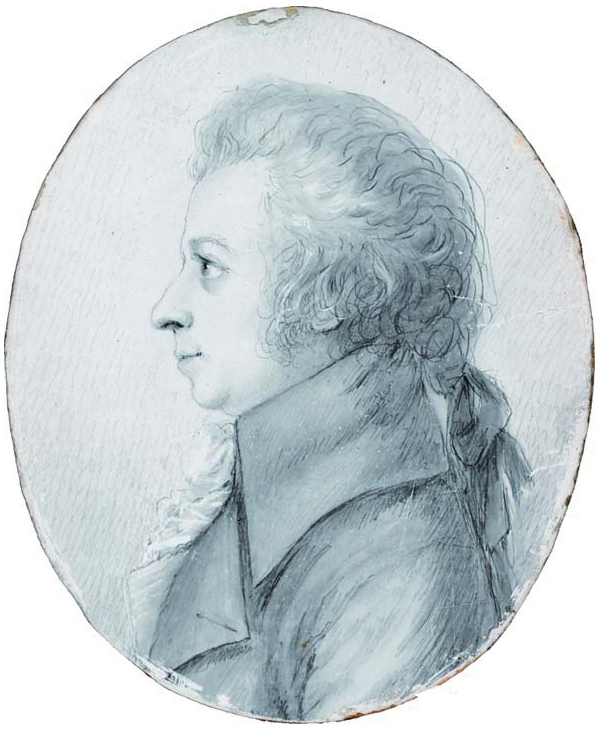
Mozart en 1789, portrait de Dora Stock (Mozarteum de Salzbourg). Il est l'un des rares portraits ressemblants du compositeur.

De nombreux portraits présumés de Mozart semblent avoir été effectués de seconde main, probablement sans voir le musicien ou bien rétrospectivement, après la mort du compositeur. Ils montrent des physionomies différentes et sont douteux quant à leur ressemblance. Le portrait peint vers 1782 par Joseph Lange, beau-frère de Mozart et peintre amateur, était considéré par sa femme, Constance, comme étant « de loin la meilleure image de lui ». Mais le portrait de qualité le plus ressemblant est un portrait en miniature réalisé par Dora Stock le 16 ou le 17 avril 1789 lors d'un séjour de Mozart à Dresde. D'une grande finesse, il est dessiné selon la technique de la carta tinta sur un carton préparé de couleur ivoire. Il montre le compositeur en buste de profil à gauche. Le format ovale réduit (76 × 60 mm) et le portrait de profil sont courants dans les portraits en miniature de la fin du XVIIIe siècle. Ce portrait de 1789 est considéré comme le dernier portrait connu de Mozart réalisé d'après le modèle vivant.
Dans son livre de mémoires Reminiscences, le ténor Michael Kelly décrit Mozart comme un homme de petite taille (1,52 m, sa croissance ayant été probablement freinée lors de sa tournée européenne exténuante qui le privait de sommeil et d'hormone de croissance sécrétée la nuit), pâle et maigre, la chevelure blonde, le visage grêlé par la petite vérole. Vêtu de manière élégante, il se révèle un grand séducteur.
Dans son livre Les Confessions de Constanze Mozart, la romancière Isabelle Duquesnoy décrit Mozart comme blond (il a cessé de porter des perruques dès son arrivée à Vienne), aux yeux bleus, le regard doux, myope, gaucher et affublé d'une malformation congénitale à l'oreille. Sa femme sera accusée d'adultère, notamment avec un élève de Mozart (Süssmayer), qui l'accompagne en cure à Baden durant une grossesse difficile ; les rumeurs cesseront lorsque l'enfant (Franz Xaver Wolfgang Mozart) naîtra, porteur de cette même malformation.

## Son œuvre

### Style

#### Style galant et style savant
Mozart est, avec Haydn et Beethoven, l’un des principaux représentants du style classique « viennois ». Cela ne suffit certes pas à le définir. Dans une époque dominée par le style galant, Mozart réalise la synthèse des complexités contrapuntiques propres au baroque tardif et des formes novatrices influencées notamment par les fils Bach ou par Haydn. Si Mozart est considéré comme le meilleur représentant du style classique, son style va toutefois bien au-delà : il est l’un des plus personnels et des plus immédiatement reconnaissables à l’oreille.
Né dans une famille de musiciens, tôt habitué à voyager et à rencontrer des instrumentistes et compositeurs d’horizons et nationalités différents, Mozart devient dès l’enfance un imitateur de génie et s’approprie tout ce qu’il entend. Il suit cette méthode tout au long de sa vie, notamment quand il s’agit de se familiariser avec le contrepoint, ce « style savant » (ou « sévère ») si difficile à assimiler à l’époque où on lui oppose le style galant dans lequel Mozart baigne depuis l’enfance. Il commence par transcrire plusieurs fugues de Bach pour trio à cordes, sur une commande de Van Swieten (KV. 404a), puis se consacre réellement à composer des fugues, non sans difficultés : celle entamée pour le final de la Sonate pour violon KV. 402 reste inachevée ; tandis que celles du Prélude et fugue KV. 394 composé en 1782 ou de la Suite dans le style de Haendel KV 399 sont d’une extrême complexité, qui traduit les difficultés rencontrées par Mozart dans l’étude du contrepoint. Pourtant, celui-ci nourrit la Messe en ut mineur KV. 427 entamée à la même époque. Dans les mois suivants, on retrouve des fugues pour vents (Sérénade KV. 388), pour piano (Fugue en do mineur pour 2 pianos KV. 426, par la suite transcrite pour orchestre dans l’Adagio et fugue KV. 546), et plus tard pour orgue (KV. 594 et KV 608). Puis, dans les années suivantes, Mozart abandonne la simple imitation, mais des œuvres bénéficient de ce travail : le final du Quatuor en sol majeur (KV. 387) ou le final de la Symphonie « Jupiter » (KV. 551), deux mouvements où la superposition des lignes atteint une maîtrise inégalée.

#### Un génie audacieux et diversifié

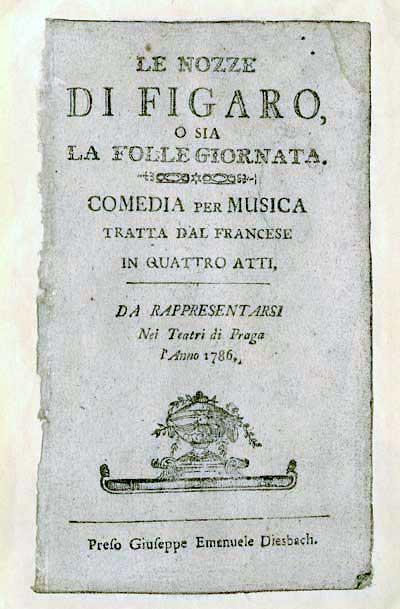
Le livret des Noces de Figaro pour la création à Prague, en 1786.

Il est impossible de définir Mozart par un genre précis. Opéra, symphonie, concerto, musique de chambre, musique sacrée… Mozart est un touche-à-tout qui s’approprie chaque genre, chaque forme, chaque instrument pour mieux le réinventer. Si les traits principaux du style classique sont bien présents dans ses œuvres (clarté de la structure et de ses articulations, équilibre de la formation, harmonie simple), si son don inné pour la mélodie est une évidence, Mozart en joue pour mieux faire ressortir tel motif, telle dissonance, surprendre par des audaces peu prisées de ses contemporains : quelques œuvres, à l’époque confidentielles, en portent la marque (comme la Fantaisie en ut mineur KV. 475 ou le Quatuor « Dissonance » KV. 465, dont l’introduction justifie le nom).
Mozart n’était pas pour autant un révolutionnaire. Il est l’auteur d’une abondante production de divertimenti, menuets et airs très conformes aux conventions de l’époque, sans jamais se laisser enfermer dans un registre. Lorsqu’il compose ses opéras, c’est chaque fois avec une alternance entre opéra buffa (Les Noces de Figaro, Così fan tutte) inspirés de l'opéra napolitain qui connait alors un grand succès et opéra seria (Idomeneo). Et son avant-dernier opéra rompt avec chacun de ces deux styles puisqu’il s’agit d’un singspiel, une opérette allemande chargée de symbolisme et, à vrai dire, inclassable : la Flûte enchantée qui prend place dans une série d'opéras populaires créés par Schikaneder, directeur de troupe.
Cultivé, curieux, sans cesse à l’écoute des inventions musicales ou artistiques de son époque, Mozart a su jusqu’au bout faire évoluer son style au gré des découvertes. On sent facilement l’influence débutante du Sturm und Drang allemand dans les dernières années mozartiennes (et pas seulement dans Don Giovanni ou dans le Requiem inachevé, qui reprend des thèmes du remarquable requiem de Michael Haydn, son ami). Le propre du génie mozartien est là : avoir su s’inspirer de ses contemporains sans jamais suivre d’autre modèle que le sien propre. La conscience de son génie lui donne une impertinence acérée qui fait partie de sa tournure d'esprit foncièrement anti-conformiste.
La force et la grâce, la puissance et l’émotion, le pathétique, l’humour, l’élégance la plus exquise sont réunis dans son œuvre pour faire de Mozart le compositeur le plus accompli de sa génération avec Haydn.
On peut dire de sa musique qu'elle a poussé la forme classique, la musique du XVIIIe siècle, à son paroxysme, avant l'avènement du romantisme, son génie est d'avoir mis toute la tendresse, toute la musicalité dans cette forme dite « classique ».

### Influence
Mozart a eu une grande influence sur l’histoire de la musique, et ce directement auprès de ses contemporains. Il clôt une période plus qu'il en ouvre une autre. Même son aîné, Haydn, ami et admirateur de Mozart, en subit l’influence dans ses dernières symphonies et messes, et dans ses deux oratorios.
Les successeurs de Mozart n’y échappent pas : Beethoven, qui l'a rencontré en 1787, et Schubert, davantage encore, qui grandit à Vienne quelques années après sa mort, à l’époque même où le génie de Mozart est enfin unanimement reconnu. D’autres compositeurs, moins à l’avant-garde du romantisme, restent plus proches de l’esprit mozartien classique, notamment son élève Johann Nepomuk Hummel ou Louis Spohr. Les opéras de Gioachino Rossini doivent à Mozart en tant qu'auteur d'opéras buffe d'inspiration napolitaine, et ce n’est pas un hasard si l'italien choisit de mettre en musique Le Barbier de Séville de Beaumarchais, premier volet des mésaventures de Figaro ayant déjà fait l'objet d'un opéra de Paisiello (célèbre en son temps) que Mozart a connu à Vienne. Enfin, Mendelssohn, Chopin, Brahms, et même Busoni assument l’héritage de Mozart dans une grande partie de leurs œuvres, souvent à la même hauteur que celui de Bach alors peu joué.
Le disque et les œuvres de fiction contribuent à faire de lui le plus populaire des compositeurs classiques.

### Catalogue Köchel (KV)
Quelques décennies après la mort de Mozart, plusieurs tentatives ont été faites afin d’inventorier ses compositions. Toutefois, ce n'est qu'en 1862 que le musicologue autrichien Ludwig von Köchel achèvera un catalogue chronologique de 626 œuvres, qui fait, aujourd’hui encore, figure de référence. Sa sixième édition recense désormais 893 œuvres.

### Œuvres majeures

#### Œuvres sacrées
- Veni sancte spiritus, KV. 47
- Missa Waisenhaus, KV. 139 (messe de consécration de l'Orphelinat de Vienne, 1768)
- Exsultate, jubilate, KV. 165 (1773, Milan)
- Vesperæ de dominica, KV. 321
- Krönungsmesse en ut majeur (Messe du Couronnement), KV. 317 (1779)
- Vesperæ solennes de confessore, KV. 339
- Grande messe en ut mineur, KV. 427 (1782-83)
- Ave verum corpus, KV. 618
- Requiem en ré mineur, KV. 626 (1791, Vienne)

#### Opéras
- Die Schuldigkeit des ersten Gebots (Le Devoir du premier Commandement), K. 35 (12 mars 1767, Salzbourg) Singspiel spirituel (drame sacré) (premier acte)
- Apollo und Hyacinthus (Apollon et Hyacinthe), K. 38 (13 mai 1767, Salzbourg) C'est le premier véritable opéra de Mozart, alors âgé de 11 ans
- Bastien und Bastienne (Bastien et Bastienne), K. 50 (1768, Vienne)
- La finta semplice (La Fausse Ingénue), K. 51 (1769, Salzbourg)
- Mitridate, re di Ponto (Mithridate, roi du Pont), K. 87 (1770, Milan)
- Ascanio in Alba, K. 111 (1771, Milan)
- Il sogno di Scipione (Le songe de Scipion), K. 126 (1772, Salzbourg)

- Lucio Silla, K. 135 (1772, Milan)
- La finta giardiniera, K. 196 (1775, Munich)
- Il re pastore (Le Roi pasteur), K. 208 (1775, Salzbourg)
- Die Gärtnern aus liebe (La Jardinière par amour, version singspiel de La finta giardiniera) K. 196 (1779, Salzbourg)
- Zaide, K. 344 (1780, Salzbourg) (opéra inachevé)
- Thamos, König in Ägypten (Thamos, roi d'Égypte) K. 345 (336a) (entre 1773 et 1780)
- Idomeneo, re di Creta (Idoménée, roi de Crète), K. 366 (1781, Munich)
- Die Entführung aus dem Serail (L'Enlèvement au sérail), K. 384 (1782, Vienne)
- L'oca del Cairo (L'oie du caire) K. 422 (1783, Vienne)
- Der Schauspieldirektor (Le Directeur de théâtre) K. 486 (1786, Vienne)
- Le Nozze di Figaro (Les Noces de Figaro), K. 492 (1786, Vienne)
- Don Giovanni (Don Juan), K. 527 (1787, Vienne et Prague)
- Così fan tutte (Ainsi font-elles toutes), K. 588 (1790, Vienne)
- La clemenza di Tito (La Clémence de Titus), K. 621 (1791)
- Die Zauberflöte (La Flûte enchantée), K. 620 (1791, Vienne)

#### Symphonies
- Symphonie no 25 en sol mineur, K. 183 (fin 1773)
- Symphonie no 28 en ut majeur, K. 200 (novembre 1773)
- Symphonie no 29 en la majeur, K. 201 (début 1774)
- Symphonie no 31 en ré majeur dite « Paris », K. 297 (mars 1778)
- Symphonie no 34 en ut majeur, K. 338 (août 1780)
- Symphonie no 35 en ré majeur dite « Haffner », K. 385 (juillet-août 1782)
- Symphonie no 36 en ut majeur dite « Linz », K. 425 (novembre 1783)
- Symphonie no 38 en ré majeur dite « Prague », K. 504 (fin 1786)
- Symphonie no 39 en mi bémol majeur, K. 543 (juillet-août 1788)
- Symphonie no 40 en sol mineur, K. 550 (juillet-août 1788)
- Symphonie no 41 en ut majeur dite « Jupiter », K. 551 (juillet-août 1788)

#### Concertos
- Concertos pour piano et orchestre :
  - Concerto pour piano no 9 en mi bémol majeur dit improprement[n 7] « Jeunehomme », K. 271 (1777).
  - Concerto pour deux pianos no 10 en mi bémol majeur, K. 365 (janvier 1779)
  - Concerto pour piano no 12 en la majeur, K. 414 (1783)
  - Concerto pour piano no 13 en do majeur, K. 415 (1783)
  - Concerto pour piano no 14 en mi bémol majeur, K. 449 (1783)
  - Concerto pour piano no 15 en si bémol majeur, K. 450 (1784)
  - Concerto pour piano no 16 en ré majeur, K. 451 (1784)
  - Concerto pour piano no 17 en sol majeur, K. 453
  - Concerto pour piano no 18 en si bémol majeur, K. 456 (1784)
  - Concerto pour piano no 19 en fa majeur, K. 459 (1784, Vienne)
  - Concerto pour piano no 20 en ré mineur, K. 466 (1785, Vienne)
  - Concerto pour piano no 21 en ut majeur, K. 467 (1785, Vienne)
  - Concerto pour piano no 22 en mi bémol majeur, K. 482
  - Concerto pour piano no 23 en la majeur, K. 488
  - Concerto pour piano no 24 en ut mineur, K. 491
  - Concerto pour piano no 25 en ut majeur, K. 503
  - Concerto pour piano no 26 en ré majeur dit « du Couronnement », K. 537 (1788)
  - Concerto pour piano no 27 en si bémol majeur, K. 595

- Concertos pour violon et orchestre :
  - Concerto pour violon no 1 en si bémol majeur, K. 207
  - Concerto pour violon no 2 en ré majeur, K. 211
  - Concerto pour violon no 3 en sol majeur, K. 216
  - Concerto pour violon no 4 en ré majeur, K. 218
  - Concerto pour violon no 5 en la majeur, K. 219
- Concertos pour cor et orchestre :
  - Concerto pour cor et orchestre no 1 en ré majeur, K. 412
  - Concerto pour cor et orchestre no 2 en mi bémol majeur, K. 417
  - Concerto pour cor et orchestre no 3 en mi bémol majeur, K. 447
  - Concerto pour cor et orchestre no 4 en mi bémol majeur, K. 495

Autres concertos :
- Concerto pour basson en si bémol majeur, K. 191 (1774)
- Concerto pour hautbois en do majeur, K. 314 (1777, Salzbourg)
- Concertos pour flûte nos 1 et 2, K. 313 et 314 (1778, Mannheim)
- Concerto pour flûte et harpe en ut majeur, K. 299 (1778, Paris)
- Concerto pour clarinette en la majeur, K. 622 (1791, Vienne)

Autres œuvres concertantes :
- Concertone pour 2 violons, hautbois, violoncelle et orchestre en ut majeur, K. 190 (1774, Salzbourg)
- Sinfonia concertante pour hautbois, clarinette, cor, basson et orchestre en mi bémol majeur, K. 297b
- Sinfonia concertante pour violon, alto et orchestre en mi bémol majeur, K. 364

#### Musique pour clavier

##### Sonates pour piano
Liste de sonates pour piano :
- Sonate pour piano no 1 en do majeur, K. 279 (1775)
- Sonate pour piano no 2 en fa majeur, K. 280 (1775)
- Sonate pour piano no 3 en si bémol majeur, K. 281 (1775)
- Sonate pour piano no 4 en mi bémol majeur, K. 282 (1775)
- Sonate pour piano no 5 en sol majeur, K. 283 (1775)
- Sonate pour piano no 6 en ré majeur dite « Durnitz », K. 284
- Sonate pour piano no 7 en ut majeur, K. 309 (1777)
- Sonate pour piano no 8 en la mineur, K. 310 (1778)
- Sonate pour piano no 9 en ré majeur, K. 311 (1778, Paris)
- Sonate pour piano no 10 en ut majeur, K. 330
- Sonate pour piano no 11 en la majeur dite Alla Turca, K. 331 (1781-83, Munich ou Vienne)
- Sonate pour piano no 12 en fa majeur, K. 332 (1783)
- Sonate pour piano no 13 en si bémol majeur, K. 333 (1785)
- Sonate pour piano no 14 en ut mineur, K. 457 (1783)
- Sonate pour piano no 15 en fa majeur, K. 533/494 (1786-1788)
- Sonate pour piano no 16 en do majeur dite « Facile », K. 545 (1788)
- Sonate pour piano no 17 en si bémol majeur, K. 570 (1789)
- Sonate pour piano no 18 en ré majeur, K. 576 (1789)
- Sonate pour deux pianos, K. 448 (1781)

##### Sonates à quatre mains pour piano
- Sonate pour piano à quatre mains en do majeur, K. 19d (1765)
- Sonate pour piano à quatre mains en ré majeur, K. 381/123a (1772)
- Sonate pour piano à quatre mains en si bémol majeur, K. 358/186c (1774)
- Sonate pour piano à quatre mains en sol majeur, K. 357/497a (inachevée, 1786)
- Sonate pour piano à quatre mains en fa majeur, K. 497 (1786)
- Sonate pour piano à quatre mains en do majeur, K. 521 (1787)

##### Autres pièces pour piano
Liste de autres pièces pour piano :
- Douze variations en do majeur pour piano sur « Ah ! vous dirai-je, maman », K. 265
- Prélude et fugue en ut majeur, K. 394
- Fantaisie en ré mineur, K. 397
- Fantaisie en ut mineur, K. 475
- Rondo en ré majeur, K. 485
- Rondo en la mineur, K. 511
- Adagio en si mineur, K. 540

##### Pièces pour orgue
Liste des pièces pour orgue :
- Adagio et allegro en fa mineur pour orgue mécanique, K. 594
- Fantaisie en fa mineur pour orgue mécanique, K. 608
- Andante en fa majeur, K. 616
- Marche en do majeur, K. 408/1

#### Musique de chambre

##### Pièces pour cordes
Liste des pièces pour cordes :
- 6 quintettes à corde
- Sonate pour violon et piano en ut majeur, K. 296
- Quatuors dédiés à Haydn :
  - Quatuor en sol majeur, K. 387 (1782, Vienne)
  - Quatuor en ré mineur, K. 421 (1783, Vienne)
  - Quatuor en mi bémol majeur, K. 428 (1783, Vienne)
  - Quatuor en si bémol majeur dit « La chasse », K. 458 (1784, Vienne)
  - Quatuor en la majeur K. 464 (1785, Vienne)
  - Quatuor en do majeur dit « Les dissonances », K. 465 (1785, Vienne)
- Quatuors avec piano :
  - Quatuor avec piano no 1 en sol mineur, K. 478 (1785)
  - Quatuor avec piano no 2 en mi bémol majeur, K. 493 (1786)
- Sérénade Eine Kleine Nachtmusik (Une petite musique de nuit), K. 525 (1787, Vienne)
- Adagio et fugue en ut mineur, K. 546

##### Pièces pour vents
Liste des pièces pour vents :
- Sonate pour basson et violoncelle, K. 292
- Sérénade pour instruments à vent dite « Gran Partita », K. 361
- Sérénade pour octuor à vent en mi bémol majeur, K. 375 (1781) – 2 hautbois 2 clarinettes, 2 cors, 2 bassons
- Sérénade pour octuor à vent en ut mineur, K. 388 (1782, Vienne) – 2 hautbois, 2 clarinettes, 2 cors, 2 bassons
- Divertimento pour 3 cors de basset, K. 439

##### Pièces pour ensemble mixte
Liste des pièces pour ensemble mixte :
- Trio en mi bémol majeur pour piano, clarinette et alto dit « Les quilles », K. 498 (1786, Vienne)
- Quintette avec clarinette en la majeur, K. 581 (1789, Vienne)
- Quintette pour cor et cordes en mi bémol majeur, K. 407
- Quatuor pour hautbois et cordes en fa majeur, K. 370 (1781)
- Quintette pour piano, hautbois, clarinette, cor et basson en mi bémol majeur, K. 452
- Adagio et rondo pour harmonica de verre, flûte, hautbois, alto et violoncelle en do majeur, K. 617

### Instruments
Bien que certaines des premières pièces de Mozart aient été écrites pour clavecin, il s'est également familiarisé dans ses premières années avec des pianos fabriqués par le constructeur de Ratisbonne Franz Jakob Späth. Plus tard, lors d'une visite à Augsbourg, Mozart a été impressionné par les pianos Stein et en a fait part à son père dans une lettre. Le 22 octobre 1777, Mozart a créé son concerto pour trois pianos (K.242) sur des instruments fournis par Stein. L'organiste de la cathédrale d'Augsbourg Demmler jouait la première partie, Mozart la deuxième et Stein la troisième. En 1783, alors qu'il vivait à Vienne, il a acheté un instrument de Walter. Leopold Mozart a confirmé l'attachement que Mozart avait pour son pianoforte Walter : « Il est impossible de décrire l'agitation. Le pianoforte de votre frère a été déplacé au moins douze fois de sa maison au théâtre ou chez quelqu'un d'autre ».

## Écrits
Mozart ne peut pas être considéré comme écrivain. Toutefois, son abondante correspondance, qui a fait l’objet d’éditions partielles puis complètes, n’est pas seulement une source importante pour la compréhension du compositeur et de son époque, mais également une œuvre d’une qualité littéraire certaine bien qu'elle soit avant tout utilitaire et dépourvue de commentaires sur la musique et la vie musicale et culturelle de son temps.
- Alfred Einstein, Mozart, Gallimard, 1991, 686 p., Poche (ISBN 978-2-0707-2194-8).
- Correspondance de Wolfgang Amadeus Mozart, édition de la Fondation Internationale Mozarteum, réunie et annotée par A. Bauer, O. Deutsch et J. Eibl, trad. par Geneviève Geffray. Flammarion, Paris, 1986-1999, 7 vol.  (ISBN 978-2-08-067782-2) (édition complète, sous coffret).
- Lettres des jours ordinaires (1756-1791), choisies, présentées et annotées par Annie Paradis, traduites par Bernard Lortholary, Fayard, 2005.
- Wolfgang Amadeus Mozart, Correspondance complète, édition de la Fondation internationale Mozarteum Salzbourg : édition française et traduction de l'allemand par Geneviève Geffray, Flammarion, 2011, 1906 p. (ISBN 978-2-081-23647-9) (édition complète en un volume).

## Paternité autrichienne
L’Autriche considère Mozart comme l’un de ses enfants les plus illustres bien qu'historiquement il soit né dans la principauté ecclésiastique de Salzbourg incluse alors dans le cercle de Bavière et non dans le cercle d'Autriche. En effet, Salzbourg ne devient autrichienne qu'en 1805 lors des guerres napoléoniennes.
Dans sa correspondance, Mozart se dit allemand, dans un sens général et non un sens administratif, l'ensemble politique du Saint-Empire romain germanique ne donnant aucune postérité étatique. Mozart est donc avant tout un Salzbourgeois de langue allemande, et par extension un sujet du Saint-Empire romain germanique, auquel participe également l'Autriche et qu'elle domine en partie (depuis le XIIIe siècle, la couronne impériale se transmettant généralement dans la Maison de Habsbourg (devenue Maison de Habsbourg-Lorraine en 1765).

## Noms donnés en hommage
- L'astéroïde (1034) Mozartia[53].
- Le cratère Mozart[54].
- La rose Mozart.
- L'aéroport Wolfgang-Amadeus-Mozart de Salzbourg.
- Plusieurs villes, possèdent une rue Mozart, notamment Londres au Royaume-Uni, Shibuya (un quartier de Tokyo) au Japon, Los Angeles, East Rutherford et Chicago aux États-Unis. Paris, en France, possède une avenue Mozart.

De nombreuses salles publiques ou privées prennent ce nom, notamment à Strasbourg (il y aurait donné un concert), des Gymnases (Charleville-Mézières)…

## Concert du nouvel an à Vienne
Quatre œuvres de Mozart ont été interprétées lors du traditionnel concert du nouvel an à Vienne :
- La danse allemande en do majeur, KV 605, n° 3 (Le Voyage en traîneau) ; Les contredanses, KV 609, n°1 et n°3 : en 1991 (Claudio Abbado).
- L'ouverture des Noces de Figaro, KV 492 : en 2006 (Mariss Jansons).

## Dans les arts et la culture populaire

### Filmographie

#### Cinéma
- 1909 : La Mort de Mozart, film français de Louis Feuillade ;
- 1921 : Mozart Leben, Lieben und Leiden, film autrichien d'Otto Kreisler ;
- 1931 : The Forester's Daughter, film allemand de Frederic Zelnik avec Oskar Karlweis ;
- 1936 : Aimé des dieux (Whom the Gods Love, film britannique de Basil Dean avec Stephen Haggard ;
- 1939 : Die kleine Nachtmusik, film allemand de Leopold Hainisch, avec Hannes Stelzer ;
- 1940 : Melodie eterne, film italien de Carmine Gallone avec Gino Cervi ;
- 1942 : Aimé des dieux (Wen die Götter lieben), film allemand de Karl Hartl, avec Hans Holt ;
- 1955 : Mozart, film autrichien de Karl Hartl avec Oskar Werner ;
- 1975 : Aufzeichnungen einer Jugend, film allemand de Klaus Kirchner avec avlos Bekiaris, Diego Crovetti et Santiago Ziesmer ;
- 1984 : Une saison italienne, film italien de Pupi Avati avec Christopher Davidson ;
- 1984 : Amadeus, film américain de Miloš Forman avec Tom Hulce ;
- 1985 : Vergeßt Mozart, film germano-tchèque de Miloslav Luther avec Max Tidof ;
- 1988 : Mozart Reise nach Prag, film allemand de Tobias Schachner ;
- 2009 : Don Giovanni, naissance d'un opéra, film italo-espagnol de Carlos Saura avec Lino Guanciale ;
- 2010 : Nannerl, la sœur de Mozart, film français de René Féret, avec David Moreau.

#### Télévision

##### Téléfilm
- 1982 : Mozart de Marcel Bluwal avec Karol Beffa (Mozart enfant), Christoph Bantzer (Mozart adulte) et Michel Bouquet (Léopold Mozart)[55].

##### Série
- 2004 : En Marge de l'histoire, 11e épisode de la saison 15 de Les Simpson.
- 2006 : Le Petit Amadeus d'Udo Beissel et Winfried Debertin [56].

##### Documentaire
- 2008 : Pourquoi Mozart est-il mort prématurément ? réalisé par Jean-Christophe de Revière et diffusé dans le cadre de l'émission Secrets d'Histoire
- 2013 : Mozart : la liberté ou la mort ! réalisé par Dominique Leeb et diffusé dans le cadre de l'émission Secrets d'Histoire[57].

### Musique

#### Comédie
- 2009 : Mozart, l'opéra rock, spectacle musical de Dove Attia et Albert Cohen.

#### Opéra
- 1830 : Mozart et Salieri de Nikolaï Rimski-Korsakov sur un livret d'Alexandre Pouchkine.

### Théâtre
- 1979 : Amadeus de Peter Shaffer sur les rapports entre Mozart et Salieri.
- 2016 : Le Dernier Baiser de Mozart d’Alain Teulié, créée au Festival Off d'Avignon puis reprise au Petit Montparnasse, avec Delphine Depardieu (Constance Mozart) et Guillaume Marquet (Franz Süssmayr).

### Sculpture
- 1877 : Mozart expirant de Rinaldo Carnielo, représentant Mozart au moment de sa mort.

## Enregistrements sur instruments anciens
- Paul Badura-Skoda. Wolfgang Amadeus Mozart. Works for piano. Pianoforte Walter
- Paul Badura-Skoda. Wolfgang Amadeus Mozart. Works for piano. Pianoforte Walter
- Nikolaus Harnoncourt, Rudolf Buchbinder. Wolfgang Amadeus Mozart. Piano Concerti Nos. 23 & 25. Walter (Paul McNulty)
- Robert Levin, Academy of Ancient Music, Christopher Hogwood. Wolfgang Amadeus Mozart. Piano Concertos Nos 15 & 26. Walter (Paul McNulty)
- András Schiff. Wolfgang Amadeus Mozart. Piano works. Pianoforte Walter (Salzburg)
- Viviana Sofronitsky. W.A. Mozart : 11CD box, the first world complete works for piano and orchestra performed on original instruments. Orchestra : Musicae Antiquae Collegium Varsoviense « Pro Musica Camerata », Poland. Walter (Paul McNulty)